# Anders Beckman (konstnär)
Anders Beckman, född 21 juli 1907 i Örebro, död 3 mars 1967 i Lidingö, var en svensk reklamtecknare, kreatör och målare.

## Familj
Anders Beckman var son till bankkamrer Frithiof Beckman och Magdalene (född Faye-Hansen). Fadern var brorson till Anders Fredrik Beckman och således kusin med Ernst Beckman. Han var från år 1932 gift med konstnären Nunnie Beckman och far till Susanne Beckman samt bror till konstnären Per Beckman och inredningsarkitekten Eyvind Beckman.

## Yrkesliv
Beckman började studera konst vid Tekniska skolan när han var 20 år och reste också för detta ändamål till Paris.
ABA, föregångaren till SAS, var Beckmans första stora affischprojekt. Där hämtade han inspiration från det snabbt utvecklade trafikflyget vilket han blev förespråkare för. Affischerna som han tecknade i början är berättelser om händelser och skeenden. Men med tiden fick affischerna ett mycket mer symboliskt språk. Det som visade sig på bilderna behövde inte hänvisa till något figurativt eller konkret, men gav associationer, som tillsammans med en rubrik eller överskrift kompletterade det visuella uttrycket och bar fram budskapet. Den nya tekniken med text och bild som kompletterade varandra hjälpte mottagaren att snabbt tolka vad det handlade om.
Beckman blev redan vid 28 års ålder ett stort namn inom svensk reklam. Han var otraditionellt öppen för nya idéer och hans affischkonst hade ett intressant uttryck som skapade den nödvändiga uppmärksamhet som krävs för att nå framgång i medielandskapet.
Åren 1935–1939 medverkade han i världsutställningar i Bryssel, Paris, Berlin och Warszawa. Han stora genombrott var på världsutställningen i New York 1939 där hans affischer byggde en konstnärlig grund. Först fick han kritik för detta men Beckman fick senare ta emot Vasaorden ur kungens hand för sitt arbete med Newyork-utställningen.
Under beredskapstiden producerade Beckman affischer för försvarsmakten som var inriktade mot ”Folk och Försvar”. Han spred kännedom om de “undergrävande krafterna”, alltid med ett humoristiskt inslag.

## Beckmans reklam- och designskola
Anders Beckman grundade Beckmans reklam- och designskola tillsammans med Göta Trägårdh 1939. Bland hans arbeten märks den välkända H55-symbolen från Helsingborgsutställningen 1955 med siffran "55" infälld i högra benet av bokstaven "H". Symbolen fanns på utställningens informationstavlor, flaggor, prydnadsföremål och i jätteformat målat på de gator som ledde till entrén. Beckman finns representerad vid bland annat Nationalmuseum och Moderna museet i Stockholm.

## Beckman Hansson annonsbyrå
1955 startade Anders Beckman partnerskap med reklamskribenten och ingenjören Sven A Hansson, då denne köpte in sig i AB Anders Beckman genom en nyemission. Tillsammans arbetade de bl.a. med utställningarna 'Strömmen' (Elhallen i H55-utställningen) i Helsingborg 1955, 'Bureau, Heim, Freizeit' i Düsseldorf 1958, 'Idee en Resultaat' i Rotterdam 1959, svenska paviljongen i New York World's Fair, (världsutställningen i New York) 1964-65, samt i ett flertal uppdrag utomlands för Exportföreningen och Svenska institutet.
1964 övergick AB Anders Beckman i Beckman Hansson AB och beviljades auktorisation som annonsförmedlare. Det nya företaget startade ett samarbete med Danmarks då största annonsbyrå Gutenberghus (som ingick i Egmont H Petersens koncern), genom att ta över Gutenberghus kundannonsering i Sverige. I samband med detta flyttade företaget ifrån sina lokaler på Birger Jarlsgatan till Sandhamnsgatan på Gärdet.
1966 återgick Anders Beckman till utställningsverksamhet i sitt gamla bolagsnamn och blev verksam där fram till sin död 1967. 

## Galleri

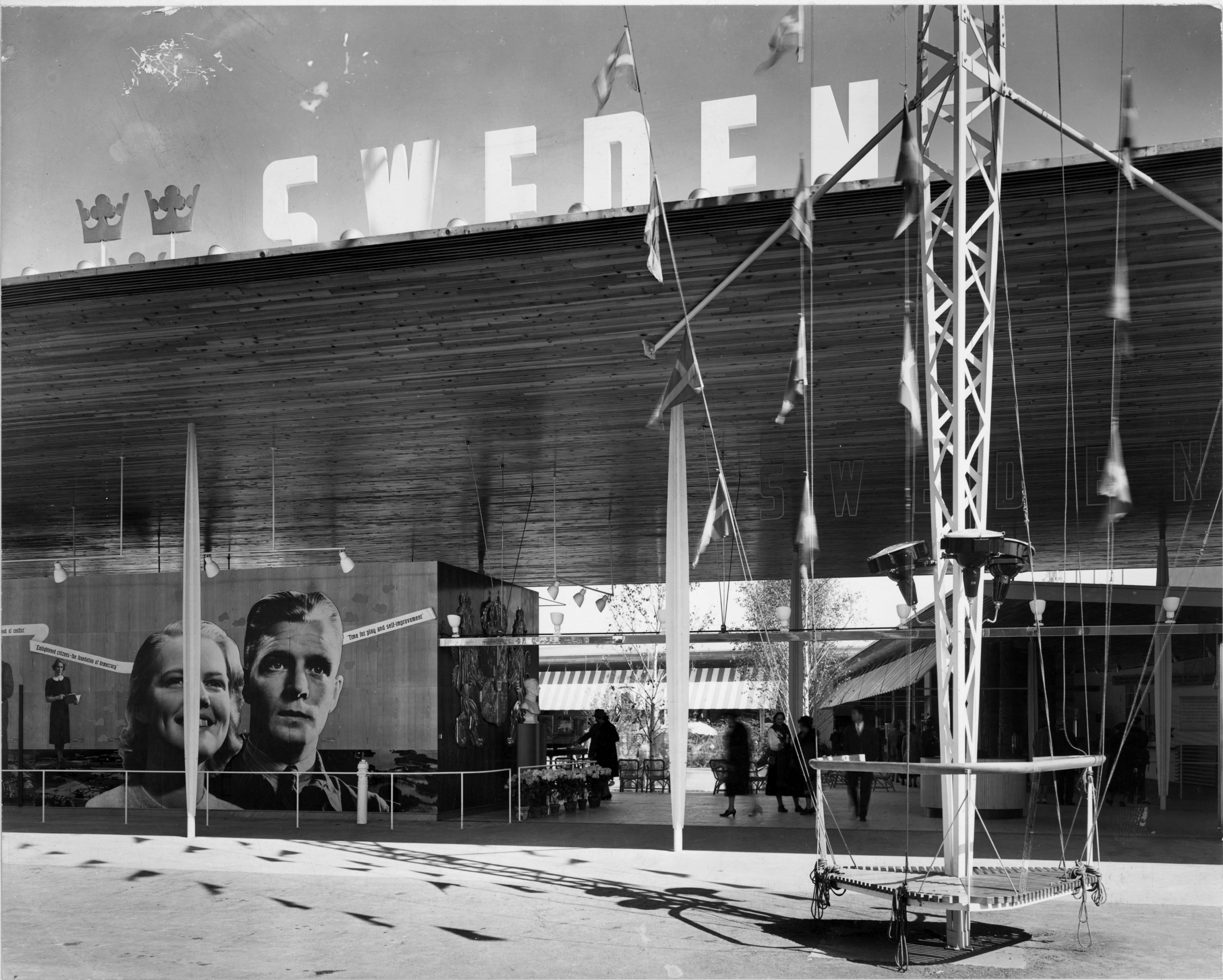
Genombrottet med de grafiska bildmontagen på New York Expo, 1939.
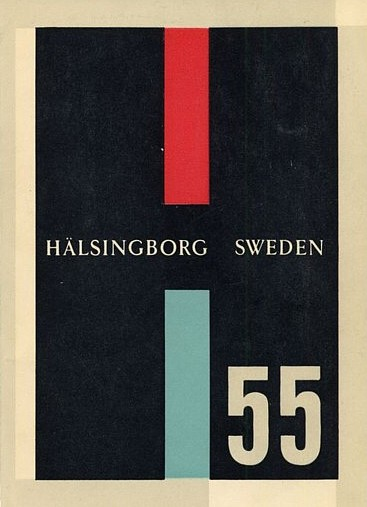
Symbolen till utställningen H55 i Helsingborg, 1955.
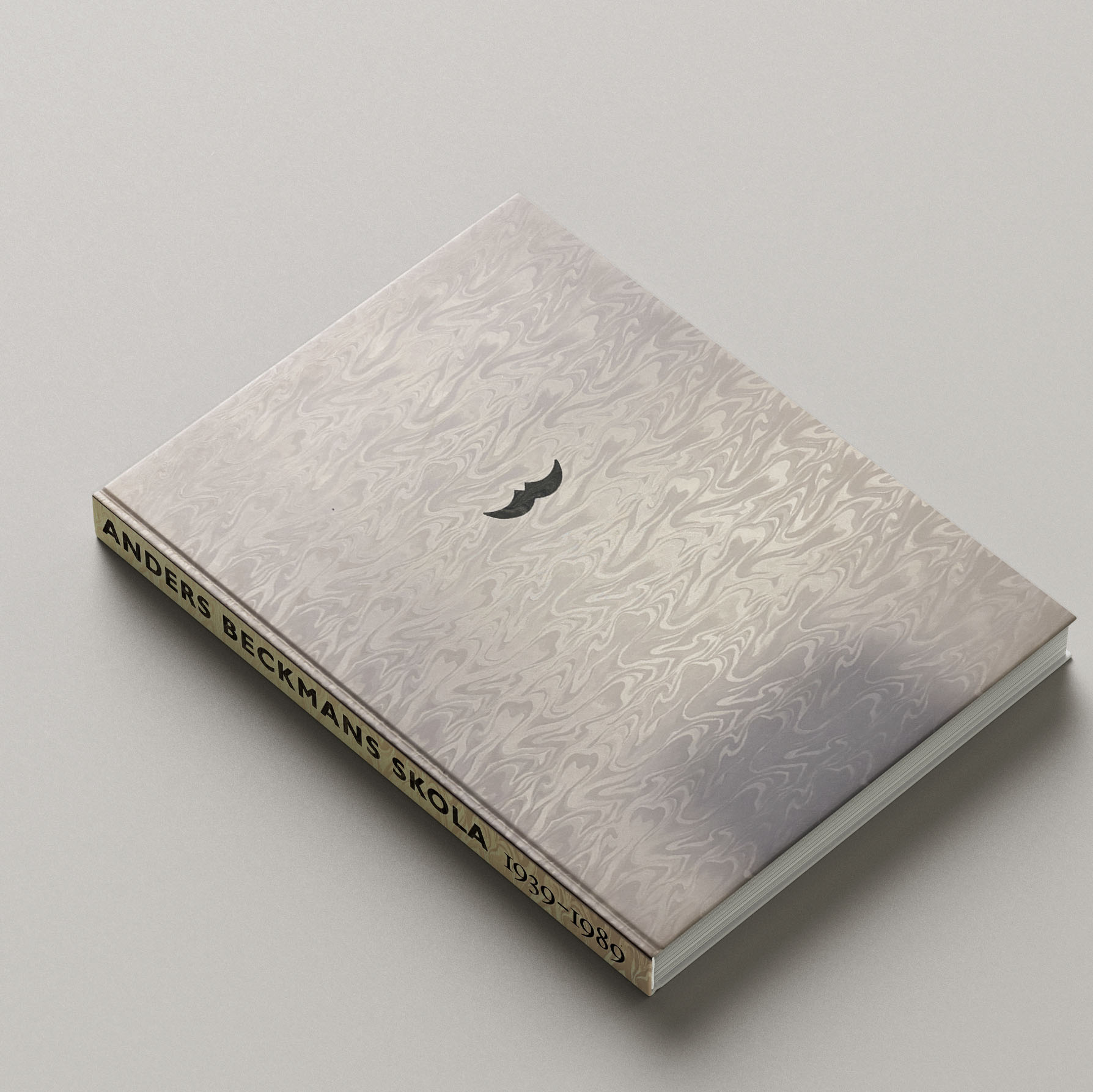
Boken om Anders Beckmans skola 1939–1989, utgiven 1989.